# Tadeusz Makowski

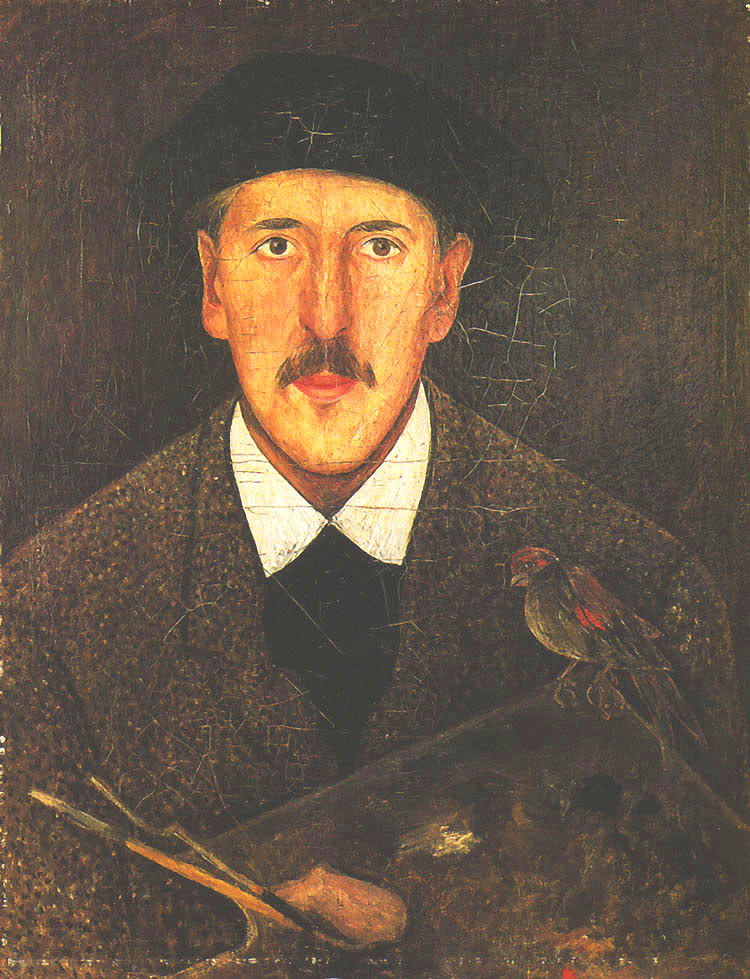
Selbstporträt 1919

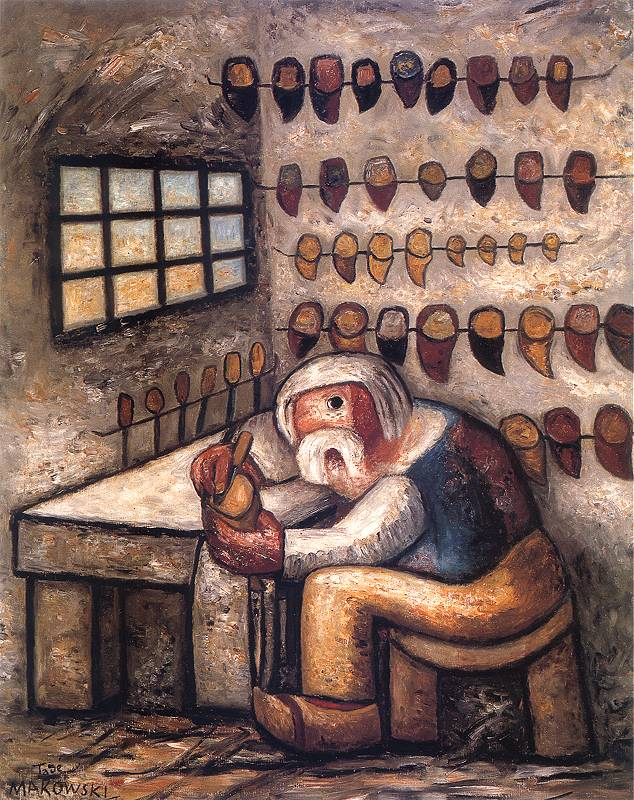
Der Schuster 1930

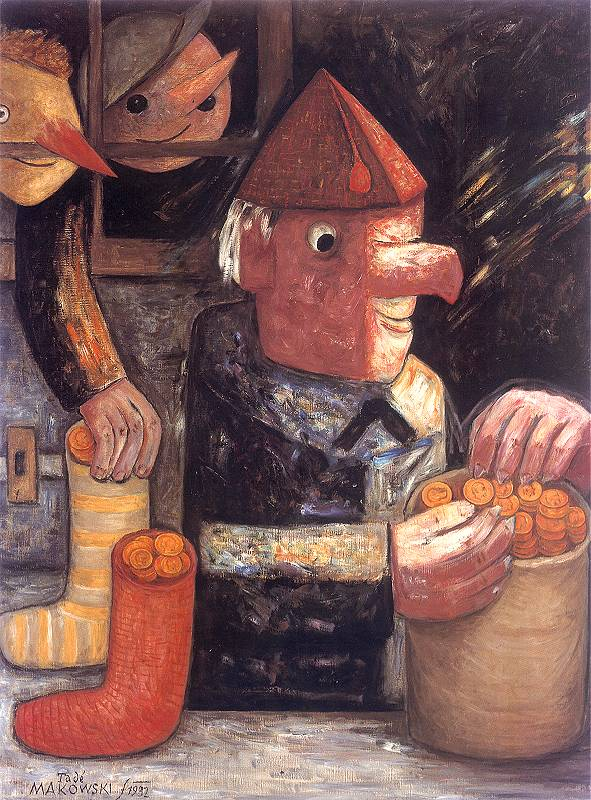
Der Geizhals 1932

Tadeusz Makowski (* 29. Januar 1882 in Oświęcim; † 1. November 1932 in Paris) war ein polnischer Maler.
Er studierte 1902–1906 klassische und polnische Philologie an der Jagiellonen-Universität in Krakau, 1903–1908 Malerei an der Akademie der Schönen Künste in Krakau bei Jan Stanisławski und Józef Mehoffer.
1908/1909 kam er nach Paris, wo er bis zum Lebensende blieb. In Paris malte er zuerst unter dem Einfluss der Fresken von Pierre Puvis de Chavannes, später wandte sich dem Kubismus zu. Auf Einladung von Władysław Ślewiński verbrachte er die Zeit des Ersten Weltkrieges in der Bretagne, die er auch später öfters besuchte.
Seitdem verwarf er den Kubismus und kehrte zum Naturstudium zurück. Er malte Landschaften und Gestalten im Geiste des naiven Realismus. In seinen Werken waren Einflüsse alter niederländischen Meister und der Malerei der Laienkünstler bemerkbar.
Er malte auf Holzpuppen stilisierte Kinder, Szenen aus dem Leben am Lande, Karnevalszenen und Maskeraden. Er beschäftigte sich auch mit dem Holzschnitt.
Er führte 1912–1931 ein Tagebuch.
Zu seinen wichtigsten Bildern gehören die letzten Werke: „Der Schuster“ und „Der Geizhals“.